# Маяк Белокаменский
Маяк Белокаменский — упразднённый в 1999 году населённый пункт в Мурманской области России. Входил на момент упразднения в ЗАТО город Полярный (с 2008 года — городской округ ЗАТО Александровск), с 2016 года — на территории сельского поселения Междуречье.

## География
Располагался на западном берегу Кольского залива, на мысе Белокаменский губы Белокаменная, на окраине селения Белокаменка, в 20 км к югу от Полярного.

## История
Существовал с конца 1950-х годов при маяке. 
Снят с учёта 03 ноября 1999 года согласно Закону Мурманской области от 03 ноября 1999 года № 162-01-ЗМО «Об упразднении некоторых населенных пунктов Мурманской области».

## Инфраструктура
Маяк.

## Транспорт
Доступен автомобильным и водным транспортом.